# Autophila
Autophila är ett släkte av fjärilar. Autophila ingår i familjen nattflyn.

## Dottertaxa tillAutophila, i alfabetisk ordning[1]
- Autophila amianta
- Autophila amseli
- Autophila anaphanes
- Autophila ankara
- Autophila argentea
- Autophila asiatica
- Autophila banghaasi
- Autophila barbarica
- Autophila berioi
- Autophila cataphanes
- Autophila catephenoides
- Autophila caucasica
- Autophila cerealis
- Autophila chamaephanes
- Autophila clara
- Autophila corsicana
- Autophila coruscantis
- Autophila cretica
- Autophila cymaenotaenia
- Autophila cypriaca
- Autophila cyprogena
- Autophila depressa
- Autophila dilucida
- Autophila einsleri
- Autophila elbursica
- Autophila eremocharis
- Autophila eremochroa
- Autophila eurytaenia
- Autophila garmsira
- Autophila gracilis
- Autophila himalayica
- Autophila hirsuta
- Autophila hormuza
- Autophila horrida
- Autophila inconspicua
- Autophila laetifica
- Autophila lia
- Autophila libanopsis
- Autophila libanotica
- Autophila ligaminosa
- Autophila limbata
- Autophila luxuriosa
- Autophila macrophanes
- Autophila maculifera
- Autophila magnifica
- Autophila maura
- Autophila monstruosa
- Autophila myriospea
- Autophila nigromarginata
- Autophila obscurata
- Autophila orthotaenia
- Autophila osthelderi
- Autophila parnassicola
- Autophila pauli
- Autophila perornata
- Autophila plattneri
- Autophila praeclara
- Autophila praeligaminosa
- Autophila rhodochroa
- Autophila rosea
- Autophila roseata
- Autophila satanas
- Autophila sinesafida
- Autophila subfusca
- Autophila subligaminosa
- Autophila submarginata
- Autophila tancrei
- Autophila taurica
- Autophila tetrastigma
- Autophila troniceki
- Autophila umbrifera
- Autophila vespertalis